# Мамаев, Борис Михайлович
Борис Михайлович Мамаев (1932—2003) — советский и русский энтомолог, диптеролог, специалист в области систематики и биологии насекомых, лесной и сельскохозяйственной энтомологии, доктор биологических наук (1966), профессор (1976), профессор Всесоюзного института повышения квалификации руководящих работников и специалистов лесного хозяйства (ВИПКЛХ).

## Биография
Родился в августе 1932 года в Москве, где семья жила в двух комнатах, полученных в 1931 году в новом ведомственном доме (Панфиловский переулок). Отец, Михаил Тихонович Смирнов, был главным энергетиком Наркомата оборонной промышленности, арестован по ложному обвинению 1 сентября 1937 года, находясь в служебной командировке в Перми, и расстрелян в апреле 1938 года. Семье официально было сообщено об осуждении на 10 лет исправительно-трудовых лагерей без права переписки, и о расстреле они узнали только после его реабилитации в 1957 году. Мать, Елена Александровна Мамаева (1899—1963), инженер-строитель, специалист по проектированию мостов, также была осуждена как член семьи изменника Родины (ЧСИР) на 5 лет ИТЛ и в 1938—1939 годах находилась в Акмолинском лагере жён изменников Родины — печально известном АЛЖИРе в Казахстане. Была освобождена по оправдательному пересмотру дела, с восстановлением в ВКП(б). В Москву семья вернулась в конце 1930-х. 
Окончив среднюю школу с золотой медалью, Мамаев пытался поступить в Московский государственный университет, но не был принят как сын врага народа, поэтому подал документы в педагогический институт. В 1954 году Мамаев окончил МГПИ им. В. И. Ленина. Затем по распределению в 1954—1955 годах работал учителем средней школы в Дагестане, служил в рядах Советской Армии в 1955—1957 годах.
В период с 1957 по 1978 работал в Институте морфологии животных им. А. Н. Северцова. Начиная с 1967 года работал в Институте эволюционной морфологии и экологии животных, ныне — Институт проблем экологии и эволюции. Начиная с 1971 года — заведующий лаборатории экологии сообществ наземных беспозвоночных. Затем с 1972 года — зам. директора по научной работе.
В 1978 году после написания письма в ЦК КПСС и президиум с обвинением одного из действующих членов Академии наук СССР в плагиате был уволен с должности зам. директора и был вынужден уйти из института. Начиная с 1979 года стал работать в Институте леса и древесины СО АН СССР в Красноярске. В 1979—1981 занимал должность заведующего лаборатории Всесоюзного института дезинсекции и стерилизации Минздрава СССР. В период 1981—2000 — заведующий кафедры охраны и защиты леса и кафедры экологии и лесоводства Всесоюзного (позже Всероссийского) института повышения квалификации руководящих работников и специалистов лесного хозяйства (г. Пушкино Московской области).
Умер в 2003 году. Урна с прахом — в колумбарии Донского кладбища Москвы (колумб. 18, зал 20). Жена — Мамаева Хильверсида Прано (1932—1997), родом из Литвы, захоронена там же.

## Научная деятельность
Энтомолог — диптеролог (исследователь двукрылых насекомых), специалист в области систематики и биологии насекомых, лесной и сельскохозяйственной энтомологии, доктор биологических наук (1966), профессор (1976), профессор Всесоюзного института повышения квалификации руководящих работников и специалистов лесного хозяйства.
Основные научные труды посвящены систематике, эволюции и филогении насекомых — главным образом двукрылых и жесткокрылых); методу биологической борьбы с вредителями леса.
Был один из немногих отечественных специалистов в области систематики и биологии галлиц (семейство двукрылых). Выявил основные направления эволюции галлообразующих насекомых, пути перехода с одних видов растений-хозяев на другие, а также причины широкого распространения ряда видов-фитофагов. Изучал основные комплексы насекомых — разрушителей древесины в лесах Средней Азии, Сибири, Дальнего Востока, Камчатки и Курильских островов.

## Публикации
- Мамаев Б. М. Галлицы, их биология и хозяйственное значение / Отв. ред. М. С. Гиляров; АН СССР. Ин-т морфологии животных им. А. Н. Северцова. — М.: Изд-во АН СССР, 1962. — 72 с. — 2500 экз.
- Мамаев Б. М., Кривошеина Н. П. Личинки галлиц. Diptera, Cecidomyiidae: Сравнительная морфология, биология, определительные таблицы / АН СССР. Ин-т морфологии животных им. А. Н. Северцова. — М.: Наука, 1965. — 280 с. — 900 экз.
- Кривошеина Н. П., Мамаев Б. М. Определитель личинок двукрылых насекомых — обитателей древесины / АН СССР. Ин-т эволюц. морфологии и экологии животных им. А. Н. Северцова. — М.: Наука, 1967. — 368 с. — 1200 экз.
- Мамаев Б. М. Эволюция галлобразующих насекомых-галлиц / АН СССР. Отд-ние общей биологии. Науч. совет по проблеме «Биол. основы освоения, реконструкции и охраны животного мира». — Л.: Наука. Ленингр. отд-ние, 1968. — 240 с. — 1300 экз.
- Мамаев Б. М. Определитель насекомых по личинкам. — М.: Просвещение, 1972. — 400, [16] с. — (Пособие для учителей). — 40 000 экз.
- Мамаев Б. М. Отчет о командировке в Индию / ВИНИТИ АН СССР. — М.: ВИНИТИ, 1974. — 6 с. — 110 экз.
- Мамаев Б. М., Данилевский М. Л. Личинки жуков-дровосеков / АН СССР. Ин-т эволюц. морфологии и экологии животных им. А. Н. Северцова. — М.: Наука, 1975. — 282 с. — 1400 экз.
- Мамаев Б. М., Медведев Л. Н., Правдин Ф. Н. Определитель насекомых европейской части СССР : Учеб. пособие для биол. специальностей пед. институтов. — М.: Просвещение, 1976. — 304, [16] с. — 80 000 экз.
- Мамаев Б. М., Кривошеина Н. П., Потоцкая В. А. Определитель личинок хищных насекомых — энтомофагов стволовых вредителей / Отв. ред. Ф. Н. Правдин; АН СССР, Ин-т эволюционной морфологии и экологии животных им. А. Н. Северцова. — М.: Наука, 1977. — 392 с. — 1350 экз.
- Мамаев Б. М. Биология насекомых — разрушителей древесины / Под общ. ред. Л. П. Познанина; ВИНИТИ АН СССР. — М.: ВИНИТИ, 1977. — 214 с. — (Итоги науки и техники. Серия «Энтомология». Т. 3).
- Мамаев Б. М., Джурджу Р. Я. Современные методы предотвращения ущерба от механических повреждений древостоев при рубках промежуточного пользования: Учеб. пособие / Всесоюз. ин-т повышения квалификации руководящих работников и специалистов лесн. хоз-ва. — Пушкино: ВИПКЛХ, 1984. — 49 с. — 1000 экз.
- Мамаев Б. М. Стволовые вредители лесов Сибири и Дальнего Востока. — М.: Агропромиздат, 1985. — 208 с. — 1900 экз.
- Мамаев Б. М. Школьный атлас-определитель насекомых: Кн. для учащихся. — М.: Просвещение, 1985. — 160 с. — 100 000 экз.
- Мамаев Б. М., Бордукова Е. А. Энтомология для учителя. — М.: Просвещение, 1985. — 144, [4] с. — 121 000 экз.
- Мирзоян С. А., Мамаев Б. М. Насекомые и биосфера. — М.: Агропромиздат, 1989. — 208, [48] с. — 6000 экз. — ISBN 5-10-001030-4.